# آی‌ان‌اس کورا (پی۶۱)
آی‌ان‌اس کورا (پی۶۱) (به انگلیسی: INS Kora (P61)) یک کشتی است که طول آن ۹۱٫۱ متر (۲۹۹ فوت) می‌باشد. این کشتی در سال ۱۹۹۲ ساخته شد.